# クラウス・リーデル
クラウス・エアハルト・リーデル（Klaus Erhard Riedel、1907年8月2日 - 1944年8月4日）はドイツのロケットパイオニア。初期の液体燃料ロケット実験にかかわり、後にペーネミュンデでV2ロケット計画に取り組んだ。
リーデルは海軍士官の息子として、ヴィルヘルムスハーフェンで生まれた。彼が12歳のとき母が他界し、父もその2年後に他界した。孤児となったリーデルは祖母によってBernstadtで育てられた。ベルリン工科大学に機械工として進学し、Löweで働いた。ベルリンにいる間、Rudolf Nebelによるロケット工学の一般講座に出席し、その後すぐ宇宙旅行協会に入会してロケットの開発に従事した。リーデルは家族の農場を試験場として提供し、MirakやRepulsor rocketが完成した。
1933年に宇宙旅行協会が解散した後、リーデルはヴェルナー・フォン・ブラウンに誘われ、軍のロケット開発計画に参加する。リーデルのチームは主にV2の移動用補助装置の開発に関与していたようである。
リーデルは37歳の誕生日の2日後、交通事故により他界。
Bernstadtには彼を記念する小さなミュージアムがあり、1970年には月のクレーターに彼の名がつけられた。